# Nigrasilus
Nigrasilus is een vliegengeslacht uit de familie van de roofvliegen (Asilidae).

## Soorten
- N. nitidifacies Hine, 1908